# انتخابات ریاست‌جمهوری ایالات متحده آمریکا (۱۸۰۰)
انتخابات ریاست‌جمهوری ایالات متحده آمریکا (۱۸۰۰)، که از آن با نام انقلاب ۱۸۰۰ نیز یاد میشود، ۴امین انتخابات ریاست‌جمهوری بود که از تاریخ جمعه، ۳۱ اکتبر، تا چهارشنبه، ۶ دسامبر ۱۸۰۰ میلادی برگزار شد. در این انتخابات، معاون رئیس‌جمهور توماس جفرسون رییس‌جمهور جان آدامز را شکست داد. این انتخابات یک انتخابات حزبی بود که پس از آن حزب فدرالیست جای خود را به حزب دموکرات-جمهوری‌خواه داد.

## نگارخانه

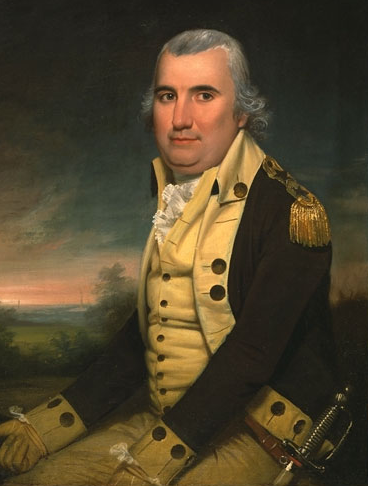